# Me and You and a Dog Named Boo
Me and You and a Dog Named Boo — дебютный сингл американского автора-исполнителя Lobo, записанный продюсером Филом Гернхардом и выпущенный (c «Walk Away From It All» на обороте) в 1971 году лейблом Big Tree Records.

## История
Свой дебютный сингл «Happy Days in New York City» Роланд К. Лавуа под настоящим именем выпустил в 1969 году, но успеха с ним не имел. Два года спустя он записал «Me and You and a Dog Named Boo»; почувствовав, что песня имеет коммерческий потенциал, но может сделать его «чудом одного хита», — выпустил её под псевдонимом. Сингл поднялся до #5 в Billboard Hot 100 и до #4 в UK Singles Chart. «Me and You and a Dog Named Boo» стал первым из четырёх синглов Lobo, возглавивших Adult Contemporary Chart журнала Billboard. Некоторое время считалось, что Lobo — название группы, лишь позже выяснилось, что это псевдоним одного музыканта.
Песня «Me and You and a Dog Named Boo» была включена в дебютный альбом Introducing Lobo; отсюда вышли синглами «I’m the Only One» и «California Kid», имевшие значительно меньший успех.

## Содержание
Текст песни — ностальгическое воспоминание об автомобильном путешествии двух хиппи, которые с псом по имени Бу разъезжают по стране, подрабатывая, где придётся, и наслаждаясь свободой (англ. ...How I love being a free man). В какой-то момент их уличают в краже яиц («из-под старой наседки») и заставляют отработать провинность — денег хватает на бензин (англ. ... But then he paid us for what it was worth. Another tank of gas and back on the road again...). Поездка завершается в Лос-Анджелесе, но уже по прошествии месяца странников вновь тянет в дорогу (англ. We've gotta get away and get back on the road again).

## Участники записи
- Phil Gernhard — продюсер, мультиинструменталист
- Lobo — вокал, гитара

## Видео
- «Me and You and a Dog Named Boo». — Lobo.